# Waterfiets

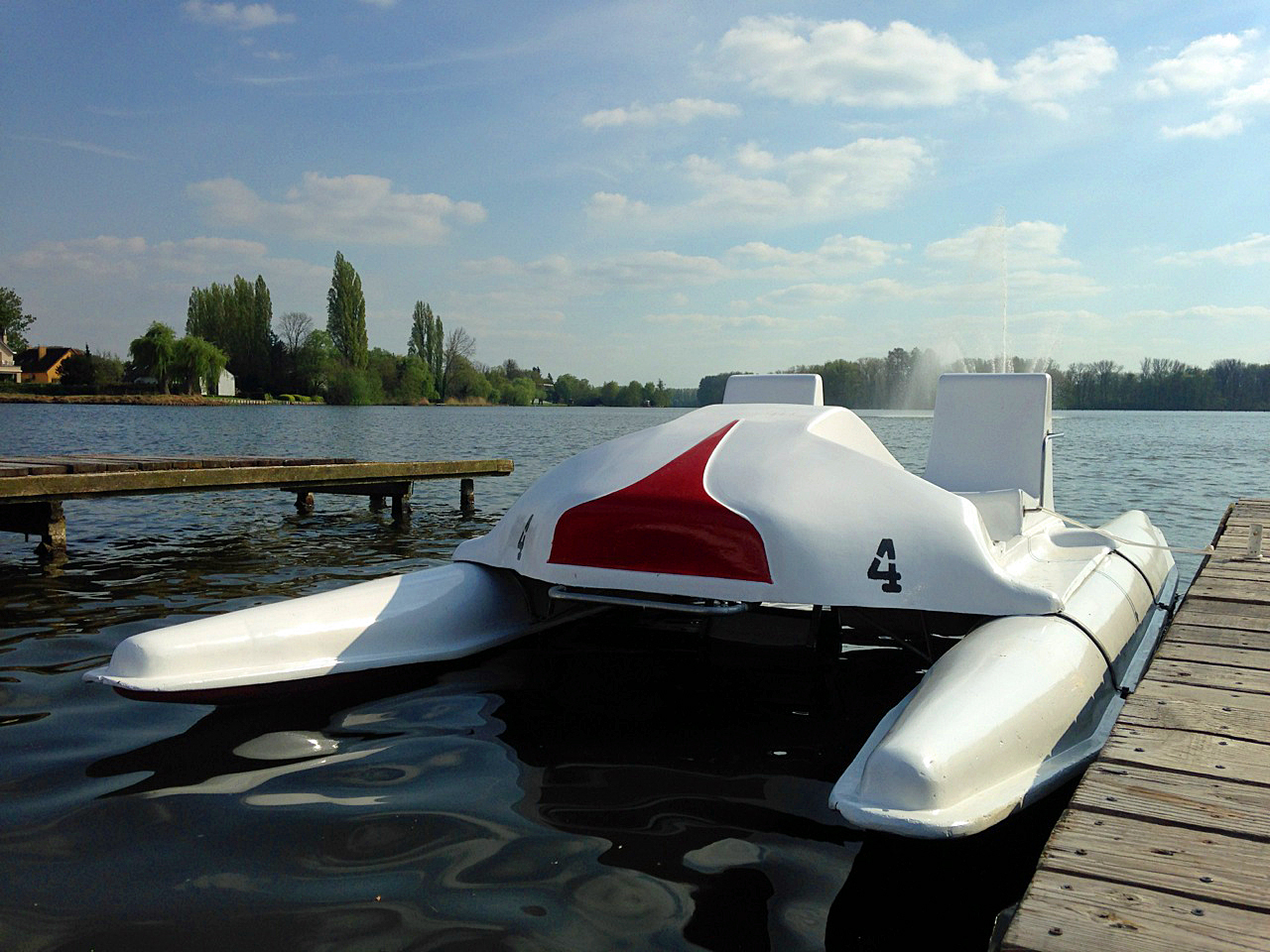
Waterfiets, pedalo aan het Donkmeer in Berlare, België.

Een waterfiets of trapboot is een vaartuig voor voornamelijk recreatief gebruik.
Een inzittende zorgt voor de aandrijving door middel van het trappen op pedalen, net zoals dat op fietsen wordt gedaan. De trapbeweging wordt op zijn beurt mechanisch omgezet in een voortstuwende beweging.
De voortstuwing kan geschieden met een relatief eenvoudige constructie zoals een kleine uitvoering van een hekwiel of zoals de zijraderen van een raderboot. Voortstuwing met een schroef is ook mogelijk, dit is efficiënter, maar die constructie is ingewikkelder en kwetsbaarder.
Sommige waterfietsen zijn tevens voorzien van een gecombineerde arm- en beenkrachtoverbrenging.
De eerste trapboten werden vervaardigd in China tijdens de Han-dynastie.
Het Nederlands record op de 100 meter waterfietsen is in 2018 in handen van Niek Slippens met 23,28 s, de tijd waarmee hij in 2018 ook Nederlands kampioen werd. Het wereldrecord voor snelle waterfietsen ligt op meer dan 35 km/u. De scheepsschroef is hierbij vervangen door een luchtpropeller en de drijvers zijn voorzien van een draagvleugelconstructie.

## Foto's van waterfietsen

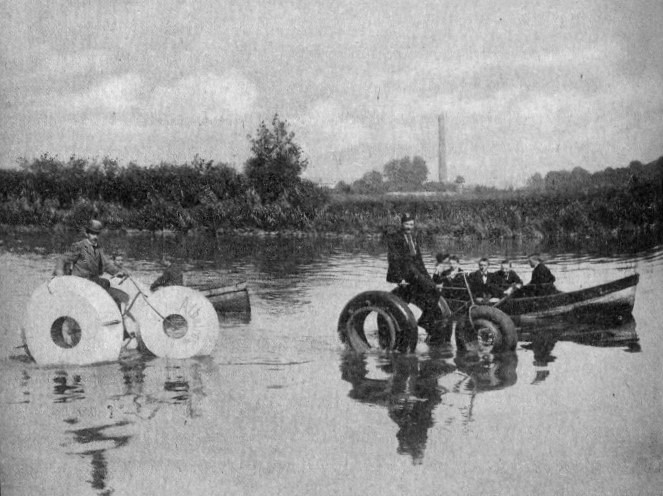
driewielermodel
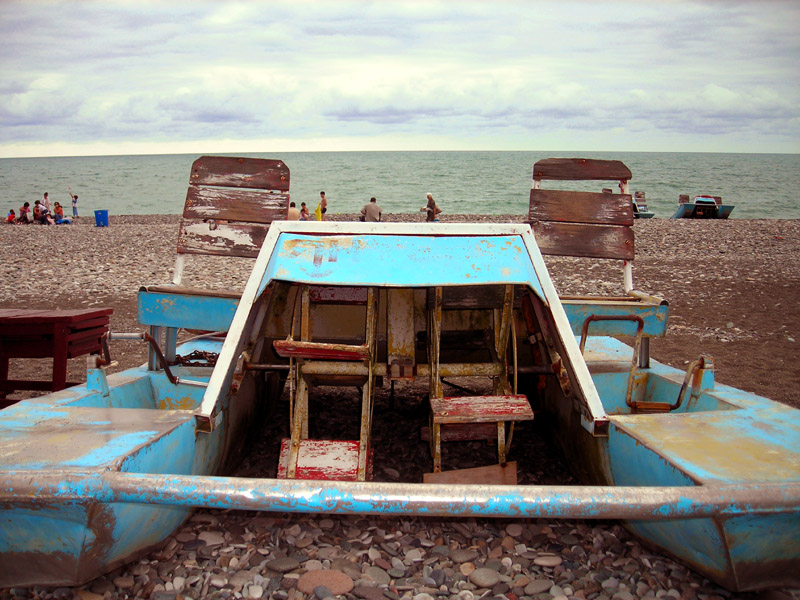
tweezitter
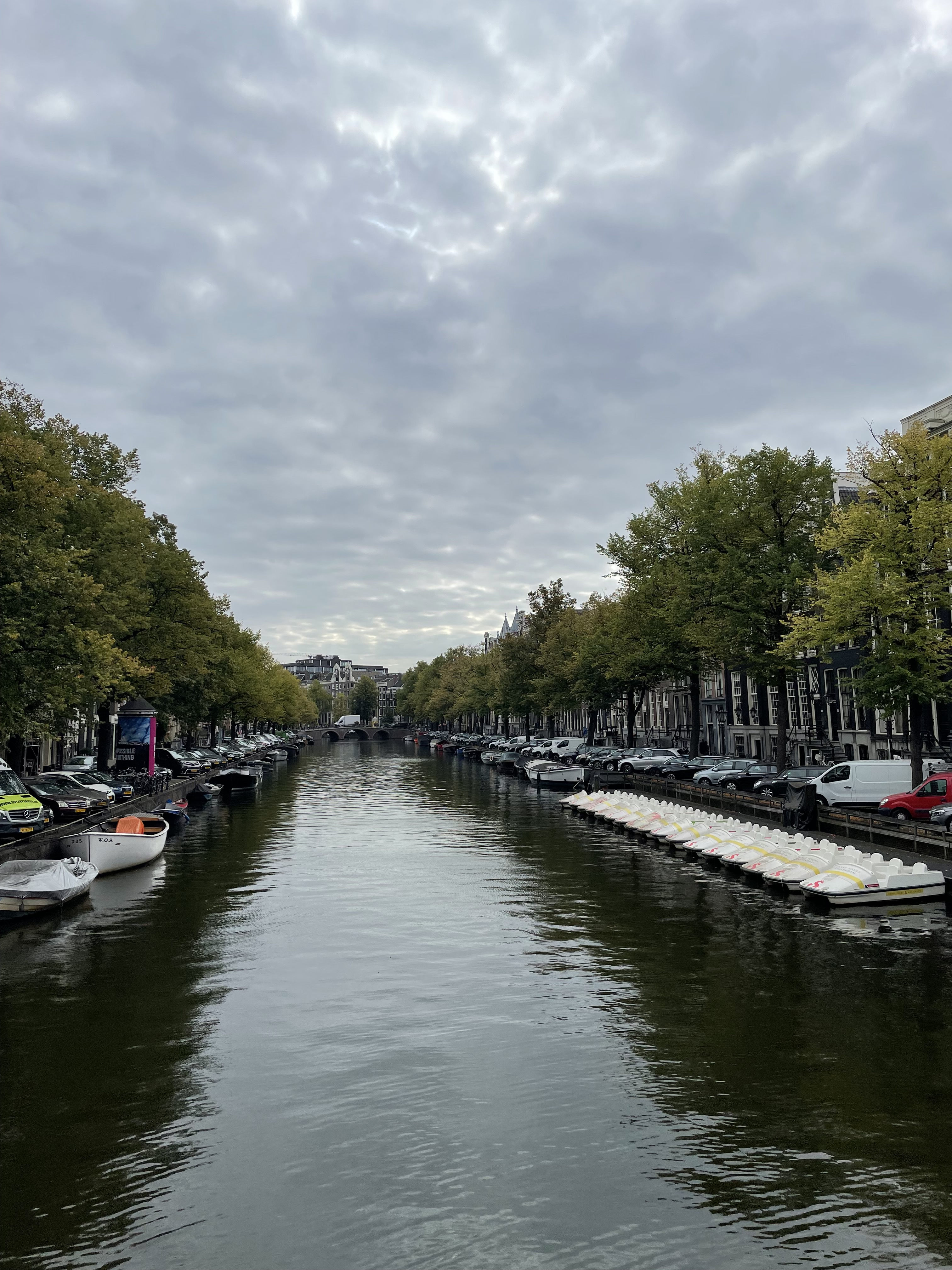
in de Keizersgracht
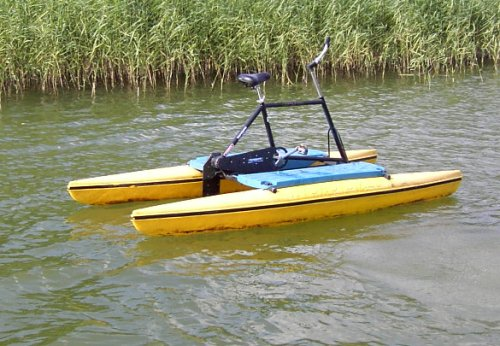
met propelleraandrijving